# Blood In, Blood Out
Blood In, Blood Out è l'undicesimo album in studio del gruppo musicale statunitense Exodus, pubblicato nell'ottobre 2014 dalla Nuclear Blast Records.

## Tracce
Testi e musiche di Gary Holt, tranne dove indicato.
1. Black 13 (feat. Dan the Automator) – 6:21
2. Blood In, Blood Out – 3:42
3. Collateral Damage – 5:27
4. Salt the Wound (feat. Kirk Hammett) – 4:24
5. Body Harvest – 6:28 (Lee Altus, Jack Gibson, Steve "Zetro" Souza)
6. BTK (feat. Chuck Billy) – 6:56
7. Wrapped in the Arms of Rage – 4:30
8. My Last Nerve – 6:10
9. Numb – 6:13
10. Honor Killings – 5:42 (Altus)
11. Food for the Worms – 6:21

## Formazione
- Steve "Zetro" Souza - voce
- Gary Holt - chitarre
- Lee Altus - chitarre
- Jack Gibson - basso
- Tom Hunting - batteria, voce, percussioni